# جورج ريكس
جورج ريكس (بالإنجليزية: George Rex) هو قاضي ومحامي وسياسي أمريكي، ولد في 25 يوليو 1817 في الولايات المتحدة، وتوفي في 27 مارس 1879 في نفس البلد. حزبياً، نشط في الحزب الديمقراطي.